# Halifax (Massachusetts)
Halifax es un pueblo ubicado en el condado de Plymouth en el estado estadounidense de Massachusetts. En el Censo de 2010 tenía una población de 7.518 habitantes y una densidad poblacional de 166,87 personas por km².

## Geografía
Halifax se encuentra ubicado en las coordenadas 42°0′13″N 70°51′48″O / 42.00361, -70.86333. Según la Oficina del Censo de los Estados Unidos, Halifax tiene una superficie total de 45.05 km², de la cual 41.45 km² corresponden a tierra firme y (8%) 3.61 km² es agua.

## Demografía
Según el censo de 2010, había 7.518 personas residiendo en Halifax. La densidad de población era de 166,87 hab./km². De los 7.518 habitantes, Halifax estaba compuesto por el 96.98% blancos, el 0.6% eran afroamericanos, el 0.08% eran amerindios, el 0.56% eran asiáticos, el 0% eran isleños del Pacífico, el 0.33% eran de otras razas y el 1.45% pertenecían a dos o más razas. Del total de la población el 1.08% eran hispanos o latinos de cualquier raza.